# Роксин, Бьорн
Бьорн Хо́кан Ро́ксин (швед. Björn Håkan Roxin; род. 19 мая 1950) — шведский кёрлингист.
В составе мужской сборной Швеции участник чемпионата мира 1987, двух чемпионатов Европы (серебряные призёры в 1986). Двукратный чемпион Швеции среди мужчин. В составе мужской сборной ветеранов Швеции участник двух чемпионатов мира (один раз бронзовые призёры).
В основном играл на позиции второго.

## Достижения
- Чемпионат Европы по кёрлингу: серебро (1986).
- Чемпионат Швеции по кёрлингу среди мужчин: золото (1986, 1988).
- Чемпионат мира по кёрлингу среди ветеранов: бронза (2007).

## Команды
| Сезон   | Четвёртый         | Третий         | Второй         | Первый           | Запасной                 | Турниры                     |
| ------- | ----------------- | -------------- | -------------- | ---------------- | ------------------------ | --------------------------- |
| 1985—86 | Йёран Роксин      | Клас Роксин    | Бьорн Роксин   | Ларс-Эрик Роксин |                          | ЧШМ 1986                    |
| 1986—87 | Йёран Роксин      | Клас Роксин    | Бьорн Роксин   | Ларс-Эрик Роксин | Anders Ehrling           | ЧЕ 1986 · ЧМ 1987 (6 место) |
| 1987—88 | Клас Роксин       | Mats Brisegård | Бьорн Роксин   | Ларс-Эрик Роксин |                          | ЧШМ 1988                    |
| 1988—89 | Клас Роксин       | Mats Brisegård | Бьорн Роксин   | Ларс-Эрик Роксин |                          | ЧЕ 1988 (4 место)           |
| 2002—03 | Йёран Роксин      | Клас Роксин    | Бьорн Роксин   | Ларс-Эрик Роксин | тренер: Michael Roxin    | ЧМВ 2003 (7 место)          |
| 2006—07 | Клас Роксин       | Йёран Роксин   | Бьорн Роксин   | Ларс-Эрик Роксин | Karl Nordlund            | ЧМВ 2007                    |
| 2014—15 | Бьорн Роксин      | Kenneth Skårud | Pelle Sundberg | Ulf Ekberg       | Christer Tikkala         | ЧШМ 2015 (15 место)         |
| 2015—16 | Anders Brandelius | Jeff Martin    | Бьорн Роксин   | Ларс-Эрик Роксин | тренер: Anna-Tora Martin | ЧШВ 2016 (??? место)        |

(скипы выделены полужирным шрифтом)

## Частная жизнь
Трое его братьев — Йёран, Клас и Ларс-Эрик — также были кёрлингистами, многократно играли с Бьорном в одной команде.